# Schistophleps manusi
Schistophleps manusi är en fjärilsart som beskrevs av Rothschild 1916. Schistophleps manusi ingår i släktet Schistophleps och familjen björnspinnare. Inga underarter finns listade.